# Fusifilum minus
Fusifilum minus là một loài thực vật có hoa trong họ Măng tây. Loài này được (A.V.Duthie) Speta mô tả khoa học đầu tiên năm 1998.